# Schwedenschanze (Klein Hutbergen)
Im Mündungsgebiet der Aller in die Weser bei Verden (Aller) befinden sich die heute nur schwach sichtbaren Reste der sogenannten Schwedenschanze.
Im Jahre 1654 legten die schwedischen Besatzungstruppen, bestehend vorwiegend aus deutschen Söldnern, eine pentagonale (fünfeckige) Befestigung an, auf deren Bastionen je ein Feldgeschütz postiert war. Zweck war es, die Schifffahrt auf Aller und Weser zu kontrollieren, speziell gegen die Bremischen Ausfallversuche.
Der Durchmesser betrug 250 Meter und bestand aus einem Graben und einem  etwa 10 Meter hohen Wall, auf dessen Spitze eine Brustwehr angelegt war. Innerhalb der Schanze befanden sich Unterkünfte und Depots für die (geschätzte) Besatzung von 50 Mann.
Baukosten waren von 1654 bis 1658 exakt 10.729 Reichstaler. Durch Hochwasserschäden im Winter 1658/59 wurde die Schanze schwer beschädigt und notdürftig instand gesetzt, jedoch nach weiteren Hochwasserschäden im folgenden Winter von den Schweden aufgegeben.
Die Ausrüstung und Bewaffnung wurde durch altländer Bauern zur schwedischen Festung in Stade transportiert.
Die Besatzung der Schanze musste durch die Verdener Bürger unterhalten werden, also Nahrungsmittel, Stroh und Viehfutter stellen.
Die Besatzung der Schanze wurde durch die in Verden stationierten deutsch-schwedischen Regimenter gestellt.
Nachgewiesen sind dazu:
- 1653/54:       Regiment zu Fuß 201 (Schanzenbesatzung durch die Kompanie des Oberleutnant Fersen)
- 1654/55:       Regiment zu Fuß 203
- bis Juni 1655: Regiment zu Pferde 12 (Schanzenbesatzung unter Oberleutnant Sesemann) und die 7. Kompanie Regt zu Pferde 25 unter Rittmeister Barth.
- 1656:          Regt zu Fuß 208(vermutlich die 4. Kompanie)
- Kurzzeitig in den Jahren 1657 bis 1659 lagen außerdem die Regimenter zu Fuß 209, 226, 228 und 216 sowie die Regimenter zu Pferde 39 und 52 in Verden, die ebenfalls die Besatzung in der Schanze gestellt haben könnten.

## Heutiger Zustand und Lage
Heute stehen die Reste der Schanze (erkennbar sind die Bodenvertiefungen des Grabens mit einer Tiefe von ca. 0,5 Metern) unter Denkmalschutz. Erreichbar ist der Standort von der Ortschaft Klein Hutbergen über den "Schanzenweg".